# Округ Бофорт (Северна Каролина)
Округ Бофорт (енгл. Beaufort County) је округ у америчкој савезној држави Северна Каролина.

## Демографија
По попису из 2010. године број становника је 47.759, што је 2.801 (6,2%) становника више него 2000. године.
| Група             | 2000.          | 2010.          |
| Белци             | 30.051 (66,8%) | 31.705 (66,4%) |
| Афроамериканци    | 13.051 (29,0%) | 12.223 (25,6%) |
| Азијати           | 99 (0,2%)      | 165 (0,3%)     |
| Хиспаноамериканци | 1.455 (3,2%)   | 3.166 (6,6%)   |
| Укупно            | 44.958         | 47.759         |